# مجزرة دوار النابلسي
مجزرة دوار النابلسي أو مجزرة الطحين هي مجزرة ارتكبتها قوات الاحتلال الإسرائيلي في 29 فبراير 2024، أدت لاستشهاد ما لا يقل عن 112 فلسطينيا وإصابة 760 آخرين، بعد أن فتحت قوات الاحتلال الإسرائيلي النار على المدنيين أثناء محاولتهم الحصول على المساعدات الإنسانية خلال الحرب الفلسطينية الإسرائيلية، على شارع الرشيد عند دوار النابلسي، غرب مدينة غزة.
اُشتُق اسم "مجزرة الطحين" من حقيقة أن العديد من الضحايا عُثر عليهم مُلطَّخين بالطحين والدماء على حد سواء، ممّا يرمز إلى الأزمة الإنسانية والعواقب الوخيمة للسعي للحصول على القوت الأساسي في منطقة صراع. كان هذا الحادث هو من الأحداث الأكثر بشاعة ودموية في قطاع غزة منذ بداية الاجتياح الإسرائيلي لقطاع غزة،  ووقع في اليوم التالي لتقرير برنامج الأغذية العالمي بأن أكثر من نصف مليون فلسطيني مُعرَّضون لخطر التجويع. 
في صباح يوم الحادث، دخلت قافلة مساعدات إلى شمال قطاع غزة، مُقدَّمة من رجال أعمال فلسطينيين، وكانت بإشراف وتنظيم قوات الاحتلال الإسرائيلي.  وزعمت إسرائيل أن قواتها شعرت بالخطر من حشود الفلسطينيين، فأطلقت أعيرة نارية تحذيرية في الهواء ثم فتحت النار، ممّا أسفر عن مقتل أقل من عشرة أشخاص،  وأن البقية قُتِلوا في تدافع لاحق.  ووصف ناجون المجزرة بأنها كمين، مُشيرين إلى أن قوات الاحتلال الإسرائيلي فتحت النار عمدًا عندما اقترب الفلسطينيون من شاحنات المساعدات، ممّا أدى إلى اندفاع بعيدًا عن إطلاق النار أضاف إلى عدد القتلى. 
ذكر تحقيق لشبكة سي إن إن أن ادعاءات إسرائيل بأن الحادث بدأ بعد الساعة 4:30 صباحًا بالتوقيت المحلي تُلقي بظلال من الشك على روايتها للأحداث، حيث جمعت وحلَّلت لقطات فيديو من ناجين، بما في ذلك مقطع فيديو يظهر أن إطلاق النار بدأ قبل سبع دقائق.  كما ذكر التقرير أن لقطات الطائرات بدون طيار التي نشرها جيش الاحتلال الإسرائيلي تُغفل اللحظة التي سجَّلت ما تسبَّب في تفرُّق الحشود، وأن إسرائيل رفضت طلباتها للحصول على اللقطات الكاملة غير المُحرَّرة. 
أفاد مسؤولون من ثلاثة مستشفيات على التوالي بمعالجة أكثر من 100 و142 و"عشرات" الأشخاص المصابين بأعيرة نارية،  وأكدت الأمم المتحدة توافد "عدد كبير من الإصابات بأعيرة نارية" إلى مُجمَّع الشفاء الطبي.  وأطلقت وزارة الصحة الفلسطينية بقطاع غزة على الحادث اسم مجزرة،  وأشار طارق أبو عزوم، مراسل قناة الجزيرة الإنجليزية، إلى أن الهجوم كان جزءًا من نمط أوسع للهجمات الإسرائيلية على الأشخاص الذين يسعون للحصول على مساعدات إنسانية. 
وأعربت دول عدة والأمم المتحدة عن "صدمتها وقلقها"، وطالبت بـ"تحقيق دولي مستقل"، إثر سقوط عشرات الضحايا الفلسطينيين وإصابة مئات آخرين. كما قالت رئيسة المفوضية الأوروبية: "يجب بذل كل الجهود من أجل التحقيق مما حصل بشفافية كاملة.. المساعدة الإنسانية طوق نجاة للذين يحتاجون إليها ويجب ضمان وصولها إليهم".

## خلفية
منذ عام 2007، خضعت غزة لحصار إسرائيلي قيّد تدفق البضائع والحركة من وإلى قطاع غزة. في 7 أكتوبر، اخترق مجاهدو حركة حماس الأراضي المحتلة، وقتلوا وأسروا العديد من الجنود، ورداً على ذلك، فرضت إسرائيل حصاراً كاملاً مشدداً على غزة، ومنعت دخول أي مساعدات إنسانية في 9 أكتوبر. في 18 أكتوبر، أعلنت إسرائيل أنها ستسمح بتوصيل الغذاء والماء والدواء إلى "منطقة آمنة" في غرب خان يونس جنوب غزة، توزعها الأمم المتحدة. استمر الاحتلال في استهداف المساعدات، وتدمير المركبات، وإعاقة المدنيين والمسؤولين الإسرائيليين للمساعدات في احتجاجات، وتصريحات جيش الاحتلال الإسرائيلي بأن قيادة حماس تخزن المساعدات وتتحكم في توزيعها. في 27 يناير أصدرت محكمة العدل الدولية تدابير أولية تأمر إسرائيل "بتمكين توفير الخدمات الأساسية والمساعدات الإنسانية اللازمة بشكل عاجل" لغزة. وفي أواخر فبراير صرحت منظمة العفو الدولية وهيومن رايتس ووتش بأن إسرائيل لا تمتثل لهذا الأمر.
أبرز يان إيغلاند من المجلس النرويجي للاجئين المخاوف بشأن كمية المساعدات الضئيلة المسموح بدخولها إلى غزة والفوضى التي قد تولدها، حيث وصف نهب شحنة مساعدات من قبل مدنيين يائسين بسبب قلة كمية المساعدات. كما واجهت إسرائيل انتقادات لخلقها "حالة من الفوضى" بعد قتلها شرطة غزة المسؤولة عن حماية المساعدات الإنسانية. أفادت صحيفة نيويورك تايمز عن "فوضى متصاعدة" ويأس في المنطقة بعد الغزو الإسرائيلي لقطاع غزة. وذكرت آكسيوس أن عصابات مسلحة هاجمت ونهبت شاحنات المساعدات. 
في 18 فبراير حاول برنامج الأغذية العالمي مواصلة توصيل المساعدات إلى الشمال، لكن أشخاصاً يائسين في جنوب غزة استولوا على معظم الطعام. وفقاً للأمم المتحدة في تقرير صدر في 27 فبراير، يواجه أكثر من نصف مليون شخص في غزة خطر المجاعة، مع تحذير برنامج الأغذية العالمي التابع للأمم المتحدة من احتمال حقيقي لحدوث مجاعة بحلول مايو 2024. أفادت مجموعات المساعدات الدولية أن الناس في شمال غزة يواجهون بالفعل مستويات جوع تقترب من المجاعة. وأفادت وزارة الصحة الفلسطينية (قطاع غزة) أن شمال غزة يعاني بالفعل من المجاعة. وأفاد مسؤولون طبيون بوفاة "عدد كبير" من الأطفال بسبب سوء التغذية، وأكل الفلسطينيون في مدينة غزة العشب وعلف الحيوانات للبقاء على قيد الحياة. خلال فبراير 2024، دخلت 2,300 شاحنة مساعدات فقط إلى قطاع غزة، أي حوالي نصف العدد الذي دخل في يناير وأقل بكثير من 500 شاحنة يومياً قبل بدء الحرب. وصرح متحدث باسم جمعية الهلال الأحمر الفلسطيني قائلاً: "ساهم غياب النظام المدني في انخفاض بنسبة 50 بالمائة تقريباً في إجمالي عدد شاحنات المساعدات التي تدخل غزة في فبراير." ووصف سائق شاحنة مساعدات مصري أشخاصاً يتسلقون ويحطمون شاحنات المساعدات للاستيلاء على الإمدادات، مضيفاً أن هناك خطراً على السائقين "لأنهم غير محميين على الإطلاق."
قبل الهجوم، كانت هناك تقارير متعددة عن هجمات إسرائيلية على قوافل المساعدات الإنسانية وطالبي المساعدة. في 25 يناير 2024، أفادت وزارة الصحة في غزة أن هجوماً إسرائيلياً على طالبي المساعدة أسفر عن مقتل 20 شخصاً وإصابة 150. في 5 فبراير، قصفت إسرائيل شاحنة محملة بالطعام متجهة نحو شمال غزة. في 6 فبراير، فتحت قوات الاحتلال الإسرائيلي النار على أشخاص ينتظرون شاحنات المساعدات الغذائية في غزة (توضيح). وذكر مكتب الأمم المتحدة لتنسيق الشؤون الإنسانية (OCHA) أنه كان التقرير الخامس عن إطلاق إسرائيل النار على أشخاص ينتظرون المساعدات الإنسانية.
قُتل في 20 فبراير مدني فلسطيني واحد على الأقل أثناء انتظاره لتلقي المساعدات الإنسانية. وجد تقرير لقناة الجزيرة في 27 فبراير أن الأشخاص الذين يسعون للحصول على المساعدات واجهوا هجمات "متسقة" من قوات الاحتلال الإسرائيلي. أفادت المصادر الطبية في مدينة غزة قبل يوم من الهجوم بمقتل ثلاثة أشخاص أثناء انتظارهم للمساعدات الغذائية على شارع الرشيد.
ذكرت وحدة تنسيق أعمال الحكومة في المناطق (إسرائيل) الإسرائيلية (COGAT) أن القوافل الأولى التي تحمل الغذاء إلى شمال غزة منذ شهر بدأت في ذلك الأسبوع، وأن 31 شاحنة تحمل الغذاء دخلت شمال غزة في اليوم السابق. لم تشارك الأمم المتحدة في تنظيم هذه القوافل. قال هاني محمود، وهو صحفي في غزة، عن الشاحنات التي وصلت إلى شمال غزة: "مقارنة باحتياجات 600,000 شخص هناك، فإن ذلك لا يعد شيئًا."
صرح المتحدث باسم جيش الاحتلال الإسرائيلي بعد الحادث أنهم كانوا يقدمون المساعدات دون مشاكل لمدة أربعة أيام قبل الحادث، وأن إسرائيل لم تضع أي حد على كمية المساعدات التي يمكن إدخالها إلى غزة. وصف عمال المساعدات الإنسانية، مع ذلك، هذا التوصيف بأنه "مخادع". أعلنت إسرائيل أن الأمم المتحدة تتحمل مسؤولية عدم إيصال المساعدات الإنسانية. وقد رد مكتب الأمم المتحدة لتنسيق الشؤون الإنسانية على تلك التصريحات. قال الاحتلال الاسرائيلي أن متعاقدون أداروا توصيل المساعدات كجزء من عملية إسرائيلية نفى مكتب تنسيق الشؤون الإنسانية صلته بها. ادعى الاحتلال أنه أرسل أربع قوافل مساعدات بالتعاون مع رجال أعمال فلسطينيين محليين إلى شمال غزة، في الوقت الذي أوقفت المجموعات الدولية غالبية العمليات بعد رفض الاحتلال منح تصاريح لشاحنات المساعدات .

## الحدث

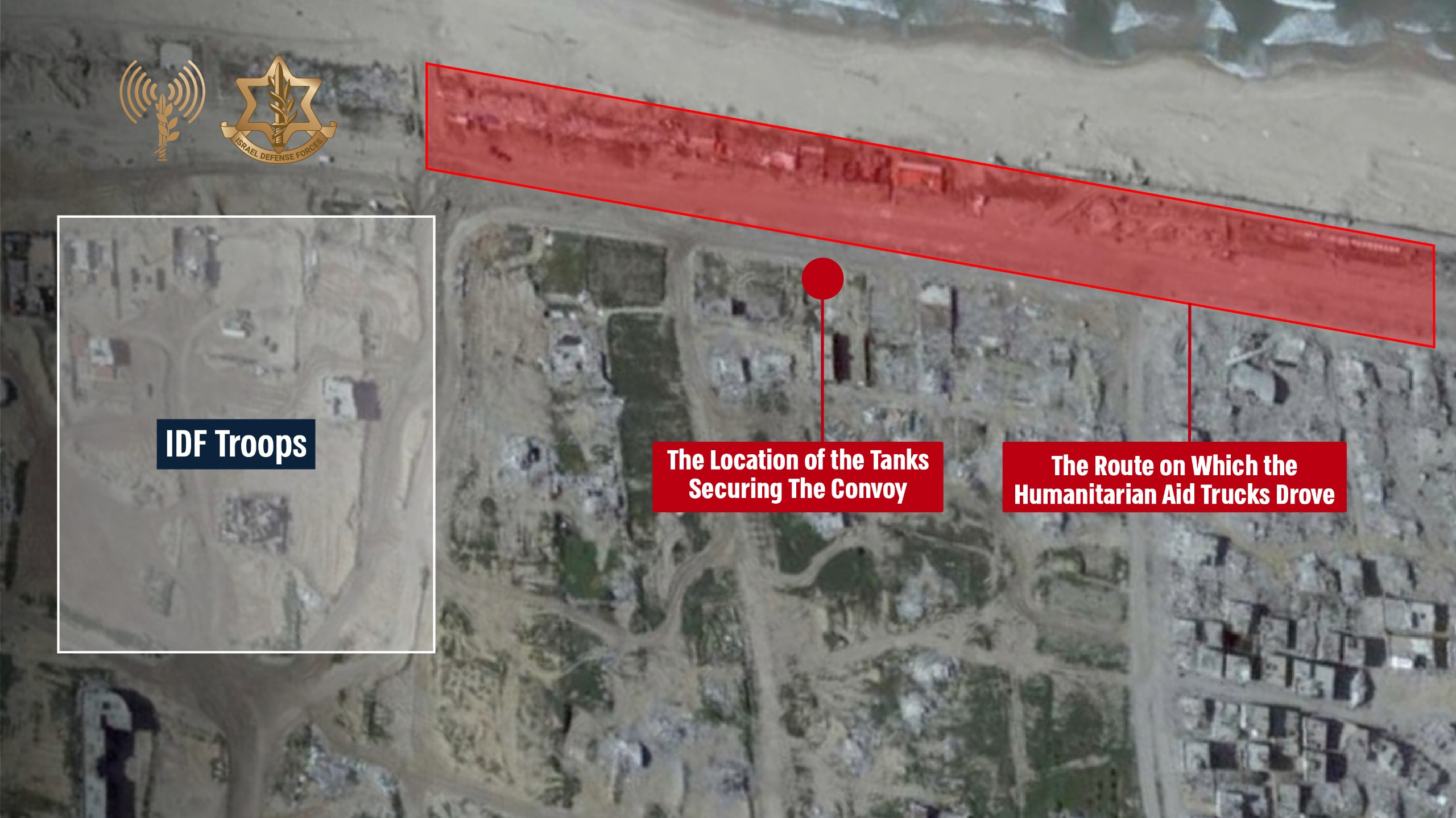
صورة قدمها المتحدث باسم جيش الاحتلال الإسرائيلي دانيال هاغاري تُظهر مسار شاحنات المساعدات وموقع قوات جيش الاحتلال الإسرائيلي.

في صباح يوم 29 شباط/فبراير 2024، تجمع مئات الفلسطينيين قرب دوار النابلسي في جنوب غرب مدينة غزة بانتظار وصول قافلة مساعدات إنسانية تحمل الطحين والمواد الغذائية الأساسية. وفي أثناء انتظارهم، فتحت القوات الإسرائيلية النار عليهم، مما أدى إلى مقتل ما لا يقل عن 112 فلسطينياً وإصابة 760 آخرين.وصف الخبراء الأمميون المستقلون هذه الحادثة بأنها "مجزرة" في خضم ظروف مجاعة لا مفر منها وتدمير نظام الإنتاج الغذائي المحلي في القطاع الفلسطيني المحاصر (الأمم المتحدة، 2024). وأشاروا إلى أن "المذبحة التي وقعت في 29 شباط/فبراير اتبعت نمطاً من الهجمات الإسرائيلية ضد المدنيين الفلسطينيين الذين يطلبون المساعدة"، حيث تم تسجيل أكثر من 14 حادث إطلاق نار وقصف واستهداف لمجموعات كانت متجمعة لتلقي مساعدات تمس الحاجة إليها من الشاحنات أو عمليات الإنزال الجوي، في الفترة ما بين منتصف كانون الثاني/يناير ونهاية شباط/فبراير (الأمم المتحدة، 2024).
أفاد المتحدث باسم جيش الاحتلال الإسرائيلي، حوالي الساعة 4:45 صباحًا،  بأن ما يتراوح بين ثمانية عشر إلى ثلاثين شاحنة مساعدات إنسانية،  أُرسلت من الدول المجاورة، وصلت إلى شمال قطاع غزة بعد مرورها عبر معبر كرم أبو سالم الواقع على الحدود الجنوبية لقطاع غزة مع إسرائيل.  ونقلت وكالة أسوشيتد برس أنه لم يكن واضحًا من الذي نظم عملية تسليم المساعدات. كما أفاد ممثل عن هيئة "صندوق رعاية الأمة" لشبكة سكاي نيوز بأن الشركاء المحليين لهم نسقوا مع الجانب الإسرائيلي لتسليم تلك المساعدات.  وذكرت هيئة الإذاعة البريطانية "بي بي سي" أن دبابات تابعة لجيش الاحتلال الإسرائيلي رافقت الشاحنات إلى موقع التسليم.  وبدأت الشاحنات بالتحرك عبر ممر إنساني أمنه جيش الاحتلال الإسرائيلي. وفي المقابل، تجمعت حشود كبيرة من الفلسطينيين وتدافعوا نحو الشاحنات التي تحمل المساعدات.  ووفقًا لشهادة صحفي محلي عاين الحادث، فقد تجمعت حشود كبيرة من الناس في انتظار توزيع المساعدات والمواد الغذائية من الشاحنات. 
تُشير التقارير المستندة إلى شهادات شهود العيان إلى أن إطلاق النار بدأ حوالي الساعة 4:30 صباحًا،  واستمر على مدى ساعة ونصف الساعة التالية.  وبحسب المتحدث باسم جيش الاحتلال الإسرائيلي، أطلقت قوات ودبابات تابعة لجيش الدفاع المتمركزة على طول قافلة المساعدات وبالقرب منها طلقات تحذيرية في محاولة لتفريق الحشود التي اكتظت بشاحنات المساعدات بسبب حالة الفوضى.  وفيما بعد ذكر جيش الاحتلال الإسرائيلي أنه بعد نجاح القافلة في إخلاء المنطقة، بدأ بعض الأشخاص الذين تدافعوا نحو القافلة في الاقتراب من القوات والدبابات الإسرائيلية، فردت القوات بإطلاق النار.  ووثق مقطع فيديو بثته قناة الجزيرة أصوات إطلاق النار مع ظهور ذخيرة مضيئة تنطلق من المواقع العسكرية الإسرائيلية فوق الحشود.  ومن جهتها، نقلت شبكة سي إن إن عن شهود عيان قولهم إن المدنيين "اكتظوا" بشاحنات المساعدات بينما بدأت قوات الاحتلال الإسرائيلي في إطلاق النار قريبًا، مضيفةً أن شاحنات المساعدات حاولت الفرار من المنطقة، ما أدى عن طريق الخطأ إلى دهس آخرين والتسبب في مزيد من الوفيات والإصابات.  وأشار شهود العيان إلى أن "التدافع" لم يبدأ إلا بعد أن فتحت قوات الاحتلال الإسرائيلي النار على الأشخاص الذين يبحثون عن الطعام.  ونقلت قناة الجزيرة في 5 مارس روايات آلاف الفلسطينيين الذين شهدوا الحادثة، وأكدت أن قوات الاحتلال الإسرائيلي أطلقت النار بشكل عشوائي على الحشد، مما أسفر عن مقتل العشرات ونتج عنه تدافع أدى إلى مقتل المزيد من الأشخاص. 
أفاد الطبيب الغزي يحيى المصري، الذي كان متواجدًا بالقرب من موقع الحادث، بأنه سمع أصوات قصف وإطلاق نار حوالي الساعة الرابعة صباحًا، وخرج إلى أحد المفارق بعد توقف إطلاق النار. ووصف ما شاهده من عشرات القتلى والجرحى ملقين في الشارع، مصابين بأعيرة نارية في الرأس والرقبة والفخذ، ومغطّين بالطحين والدم.  كما أفاد الصحفي محمود عوضية، الذي عاين الحادث، بأن هناك العديد من "الأشخاص الذين كانوا يبحثون عما يأكلونه... حيث أطلق الإسرائيليون النار عمدًا على الرجال... كانوا يحاولون الاقتراب من الشاحنات التي تحمل الطحين... أُطلق النار عليهم مباشرةً ومنع الناس من الاقتراب من القتلى".  ونقل مراسل الجزيرة إسماعيل الغول أن "الدبابات الإسرائيلية تقدّمت ودهست العديد من الجثث والجرحى".  وأشار الصحفي المحلي خضر الزعنون، الذي كان حاضرًا في موقع الحادث، إلى أن الفوضى والارتباك لم يبدآ إلا بعد أن فتحت قوات الاحتلال الإسرائيلي النار، مما أدى إلى إصابة المدنيين القريبين من شاحنات المساعدات.  وبحسب الزعنون، فإن "معظم القتلى دهستهم شاحنات المساعدات خلال الفوضى التي نشأت أثناء محاولتهم الهروب من إطلاق النار الإسرائيلي".  وتم استخدام إحدى شاحنات المساعدات لنقل الجرحى إلى مجمع الشفاء الطبي. 
أفاد أحد الناجين المصابين، كامل أبو ناهل، بأن الجنود الإسرائيليين فتحوا النار على الحشد بينما كان الناس يخرجون الطعام من الشاحنات، مما تسبب في تفرقهم.  وذكر ناجٍ آخر أن الأشخاص الذين كانوا أمامه أُصيبوا برصاص قناصة إسرائيليين "استهدفوا رؤوسهم وأكواعهم وركبهم".  ووصف ناجون آخرون الهجوم بأنه كمين، مشيرين إلى أنهم أُصيبوا برصاص طائرات مُسيَّرة هجومية وقوات بحرية ومركبات مدرعة تابعة للجيش الإسرائيلي.  وقال أحد الناجين: "بمجرد أن اقتربنا من شاحنات المساعدات، بدأت الدبابات والطائرات الحربية الإسرائيلية بإطلاق النار علينا كما لو كان الأمر فخًّا".  وروى عدد من الناجين كيف تم استهدافهم بشكل مباشر بالنيران الإسرائيلية.  وبعد توقف إطلاق النار لفترة وجيزة، عاد المدنيون إلى الشاحنات، فعاود الجنود الإسرائيليون إطلاق النار عليهم مرة أخرى. 

## الضحايا
أشارت التقارير الأولية للحادث إلى مقتل 50 شخصًا. وأكدت وزارة الخارجية الفلسطينية وقوع الحادث، معلنةً عن مصرع 70 شخصًا وإصابة ما لا يقل عن 250 آخرين. وفي وقت لاحق، أعلنت وزارة الصحة الفلسطينية في غزة عن ارتفاع حصيلة الضحايا إلى ما لا يقل عن 112 قتيلًا وحوالي 760 مصابًا.  وأفاد رياض منصور، سفير فلسطين لدى الأمم المتحدة، الصحفيين فيما بعد بأن عدد القتلى ارتفع إلى 122.. 
أفاد مستشفى كمال عدوان في مدينة غزة عن استقباله ما يقارب 100 مصابٍ جراء أعيرة نارية، إضافة إلى جثامين 12 قتيلًا.  وذكر الصحفي حسام شبات أن جميع الإصابات التي شاهدها في المستشفى كانت ناتجة عن أعيرة نارية، "بما في ذلك إصابات في الصدر والفك والكتف".  وصرح مدير مستشفى كمال عدوان قائلاً: "نحن نعمل على البطاريات... لا توجد لدينا غرف عمليات. أقف عاجزاً. نحن نقدم فقط الإسعافات الأولية".  ووصف جاد الله الشافعي، رئيس قسم التمريض في مستشفى الشفاء، الوضع قائلاً: "غمر المستشفى عشرات الجثث ومئات المصابين. عانى غالبية الضحايا من أعيرة نارية وشظايا في الرأس وأجزاء الجسم العلوية. لقد أصيبوا بقصف مدفعي مباشر، وصواريخ من طائرات بدون طيار وإطلاق نار". 
وفي مستشفى العودة، صرح الدكتور محمد صالحة، مدير المستشفى، للصحفيين بأن 142 جريحًا من أصل 176 تم إحضارهم إلى المستشفى أصيبوا بأعيرة نارية، في حين أُصيب الـ 34 المتبقون نتيجة تدافع.  وأشار ستيفان دوجاريك، المتحدث باسم الأمين العام للأمم المتحدة، إلى أن "عددًا كبيرًا من الإصابات بين المرضى كانت ناجمة عن أعيرة نارية".  وأدلى جيورجيوس بيتروبولوس، رئيس وحدة غزة التابعة لمكتب الأمم المتحدة لتنسيق الشؤون الإنسانية، بتعليقات مماثلة، وذلك خلال زيارته لمستشفى الشفاء؛ وتحدث بيتروبولوس أيضًا عن مريض أخبره بأن قوات الاحتلال الإسرائيلي "أطلقت النار على الجزء الأكثر كثافة من الحشد". 
وأفاد المتحدث باسم وزارة الصحة في غزة بأنه من المتوقع ارتفاع حصيلة الضحايا، حيث ورد أن عشرات المصابين في حالات حرجة أو خطيرة. وتنوعت إصابات المرضى الذين تم نقلهم إلى مستشفى الشفاء بين أعيرة نارية ودهس وإصابات ناجمة عن قذائف مدفعية الدبابات.  وذكر رئيس قسم الإسعاف في مستشفى الشفاء أن المستشفى اكتظ بأعداد كبيرة من الجرحى.  وتم نقل ما لا يقل عن 160 جريحًا إلى مستشفى العودة، حيث تلقى المرضى العلاج لإصاباتهم الناتجة عن الأعيرة النارية وقذائف الدبابات. وصرح طبيب في المستشفى لصحيفة ذي إندبندنت بأن 27 مريضًا بحاجة إلى عمليات جراحية عاجلة، إلا أن نقص الوقود أعاق إجراء هذه العمليات.  وأعلنت جمعية الهلال الأحمر الفلسطيني أن العديد من الجرحى لن يتمكنوا من الحصول على العلاج اللازم بسبب انهيار الرعاية الصحية في قطاع غزة. 

## تحقيقات

### دولية
في نفس يوم الهجوم، أعلنت منظمة العفو الدولية أنها ستبدأ تحقيقًا، كجزء من توثيقها المستمر للانتهاكات ضد المدنيين الفلسطينيين".  وبعد عدة أيام من الهجوم، صرح مستشار استجابة الأزمات في منظمة العفو الدولية، بأن هناك أدلة ملموسة تتناقض مع أي تصريحات تُدلي بها السلطات الإسرائيلية". 
كما قال وزير الخارجية الفرنسي ستيفان سيجورني، "سنطالب بتفسيرات ويجب أن يكون هناك تحقيق مستقل". عرقلت الولايات المتحدة محاولة في الأمم المتحدة لإدانة الأفعال الإسرائيلية. وأفادت الدائرة الأوروبية للشؤون الخارجية أن العديد من القتلى والجرحى "أُصيبوا بنيران الجيش الإسرائيلي" ودعت إلى إجراء تحقيق مستقل. كما دعا مكتب جوزيب بوريل، رئيس السياسة الخارجية للاتحاد الأوروبي، إلى "تحقيق دولي محايد في هذا الحدث المأساوي". وقال الأمين العام للأمم المتحدة أنطونيو غوتيريش أن هناك حاجة إلى تحقيق مستقل.
وجد تحقيق أجراه المرصد الأورومتوسطي لحقوق الإنسان أن العديد من الرصاصات من "عينة من 200 قتيل وجريح" في موقع المجزرة كانت من عيار 5.56x45مم ناتو والتي تُستخدم في البنادق الهجومية والمدافع الرشاشة من قبل الجيش الإسرائيلي.

### الجيش الإسرائيلي
أفاد جيش الاحتلال الإسرائيلي بأن أقل من عشرة من الضحايا سقطوا بشكل مباشر نتيجة النيران الإسرائيلية.  وعزا جيش الاحتلال الإسرائيلي العديد من الإصابات إلى الفوضى والتدافع اللذين أثارهما وصول شاحنات المساعدات إلى شمال غزة، مما أدى إلى وقوع إصابات عديدة.  وأوضح متحدث باسم جيش الاحتلال الإسرائيلي أن الجيش لم يطلق النار على الحشد في مقدمة قافلة المساعدات الرئيسية، لكنه أطلق النار على مؤخرة القافلة على بعد مئات الأمتار إلى الجنوب. ووصف المتحدث أولئك الذين أُطلق عليهم النار بأنهم كانوا يندفعون نحو الشاحنات ثم يقتربون من قوات الاحتلال الإسرائيلي ودبابة تؤمن الطريق.  وصرح المتحدث باسم الجيش الإسرائيلي: "الدبابات التي كانت موجودة لتأمين القافلة رأت الغزيين يتعرضون للدهس وحاولت بحذر تفريق الحشد ببضع طلقات تحذيرية".  وأضاف المتحدث باسم جيش الاحتلال الإسرائيلي أن ضابطًا في المنطقة أمر الجنود بإطلاق أعيرة تحذيرية في الهواء وعلى أرجل أولئك الذين استمروا في التقدم نحو نقطة التفتيش. وعندما سُئل ليرنر عما يشكل تهديدًا للجنود الإسرائيليين، قال إن أي شخص يقترب على الرغم من التحذير يُصنف على أنه تهديد. 
أظهر مقطع فيديو للطائرات بدون طيار نشره جيش الاحتلال الإسرائيلي آلاف الأشخاص يتدفقون على شاحنات المساعدات ويحيطون بها أثناء وصولها إلى شارع الرشيد. وذكر جيش الاحتلال الإسرائيلي أن بعض الأشخاص كانوا ينهبون المعدات. وشوهدت شاحنات تحاول شق طريقها عبر الحشود. وعزا جيش الاحتلال الإسرائيلي معظم الإصابات إلى التدافع والدهس بالشاحنات.  كما أظهرت مقاطع الفيديو أشخاصًا يتسلقون قمة الشاحنات.  وذكرت صحيفة "نيويورك تايمز" أن "الفيديو، الذي لا يتضمن صوتًا، تم تعديله من قبل جيش الاحتلال الإسرائيلي بدمج مقاطع متعددة معًا، مما ترك لحظة رئيسية قبل أن يبدأ العديد من الأشخاص في الحشد في الفرار من الشاحنات، مع زحف بعض الأشخاص خلف الجدران، ويبدو أنهم يحتمون." بعد انقطاع، يظهر الفيديو "ما لا يقل عن عشرات الجثث مرئية على الأرض في مكان الحادث"، والذي يتضمن شاحنات مساعدات ومركبتين عسكريتين إسرائيليتين.  وذكرت صحيفة "نيويورك تايمز" أن "المسؤولين الإسرائيليين رفضوا تقديم لقطات غير معدلة". 
أشارت البي بي سي إلى أن فيديو جيش الاحتلال الإسرائيلي "ليس تسلسلًا واحدًا"، ولكنه عُدِّل إلى أربعة أقسام، القسمان الأولان يظهران أشخاصًا يحيطون بالشاحنات جنوب دوار النابلسي مباشرة، والقسمان الثانيان في أقصى الجنوب يظهران شخصيات ثابتة ملقاة على الأرض، مع "ما يبدو أنها مركبات عسكرية إسرائيلية قريبة".  بالإضافة إلى ذلك، ذكرت سي إن إن أن روايات شهود عيان متعددة تتعارض أيضًا مع الجدول الزمني لجيش الاحتلال الإسرائيلي للأحداث، حيث قال شهود عيان إن جيش الاحتلال الإسرائيلي بدأ في إطلاق الأسلحة الآلية قبل حتى أن تعبر القافلة نقطة التفتيش. 

### منظمات حقوق الإنسان الفلسطينية
أصدرت ثلاث منظمات، المركز الفلسطيني لحقوق الإنسان ومركز الميزان لحقوق الإنسان ومؤسسة الحق، بيانًا مشتركًا يدين المجزرة. وتلخيصًا لاستنتاجاتهم بناءً على المقابلات وتسجيلات الفيديو والاتصال بالكوادر الطبية، ذكروا:
وفقًا للمعلومات الأولية التي حصل عليها باحثونا الميدانيون، في 29 فبراير 2024، في حوالي الساعة 4:30 صباحًا، فتحت الدبابات والقناصة الإسرائيليون المتمركزون جنوب غرب مدينة غزة نيرانًا كثيفة على آلاف المدنيين الفلسطينيين الذين كانوا ينتظرون بشدة لساعات وصول قوافل المساعدات. وتزامن إطلاق النار الكثيف من قبل قوات الاحتلال الإسرائيلي، الذي استمر لمدة ساعة ونصف تقريبًا، مع وصول شاحنات المساعدات بالقرب من دوار النابلسي في شارع الرشيد، بعد دخولها عبر حاجز تفتيش إسرائيلي. وصعد عشرات الأشخاص على متن الشاحنات لأخذ أكياس الدقيق وعبوات الأطعمة المعلبة. وتسبب استمرار إطلاق النار لاحقًا في المزيد من الإصابات وأعاق الوصول الفوري لفرق الإسعاف والإنقاذ، مما أعاق نقل الضحايا وعلاجهم بشكل كافٍ. 

### تحقيق شبكة سي إن إن
وصفت سي إن إن المذبحة بأنها أكثر الأحداث دموية التي شهدت سقوط أعداد كبيرة من الضحايا في قطاع غزة في أعقاب العملية الإسرائيلية، والتي ألقت بظلال من الشك على الرواية الإسرائيلية للأحداث. جمع تحقيقهم عشرات الشهادات ومقاطع الفيديو من العديد من شهود العيان، بمن فيهم بعض الذين سافروا من أجزاء أخرى من غزة من أجل جلب شيء ليأكله لأسرهم. وقال ناجون إنه عندما مرت قافلة المساعدات عبر نقطة تفتيش إسرائيلية، بدأت قوات الاحتلال الإسرائيلي في فتح النار على الحشود التي تجمعت للوصول إلى المساعدات. وقال العديد من الأشخاص إنهم إذا لم يموتوا بالرصاص، لكانوا قد ماتوا جوعًا بدلًا من ذلك. 
وذكرت إسرائيل أن قافلة المساعدات بدأت في العبور إلى الجزء الشمالي من قطاع غزة برفقة دباباتها في الساعة 4:29 صباحًا، وبعد دقيقة واحدة، أطلقت قوات الاحتلال الإسرائيلي "طلقات تحذيرية" باتجاه الشرق لتفريق الحشود وأطلقت النار لاحقًا على ما وصفته بـ "المشتبه بهم" الذين زُعم أنهم يشكلون تهديدًا. وقال جيش الاحتلال الإسرائيلي إنه أطلق المزيد من الطلقات التحذيرية في الساعة 4:45 صباحًا. ومع ذلك، أشارت الأدلة التي جمعتها سي إن إن وراجعها خبراء الطب الشرعي، إلى أن إطلاق النار الآلي بدأ قبل سبع دقائق من الساعة 4:29 صباحًا، وأن الطلقات أطلقت على مسافة قريبة من الحشود. وذكرت سي إن إن أن لقطات الطائرات المسيرة رؤية ليلية التي نشرها جيش الاحتلال الإسرائيلي تظهر رؤية واضحة للحشود، لكنها تغفل اللحظة التي سجلت سبب تفرق الحشود. ورفضت إسرائيل طلبات سي إن إن للحصول على اللقطات الكاملة غير المعدلة. 
وقدر رئيس المكتب الفرعي لتنسيق الشؤون الإنسانية التابع للأمم المتحدة في قطاع غزة جورجيوس بتروبولوس أنه شاهد ما لا يقل عن 200 شخص يتلقون العلاج بسبب الإصابات، بما في ذلك الإصابات الناجمة عن الأعيرة النارية. وأظهرت مقاطع فيديو وصور نشرت في أعقاب ذلك صناديق مواد غذائية مبعثرة على الأرض وملطخة بالدماء. 

## ردود الفعل
أطلق الفلسطينيون على هذه الحادثة اسم "مجزرة الدقيق". 

### فلسطينية
وصف الرئيس الفلسطيني محمود عباس الحادث بأنه "مجزرة بشعة" ارتكبها "جيش الاحتلال الإسرائيلي".  وأدانت السلطة الوطنية الفلسطينية الحدث، قائلة إن المدنيين كانوا يحاولون فقط الحصول على الغذاء والإمدادات التي هم في أمس الحاجة إليها، وأن جيش الاحتلال الإسرائيلي فتح النار، مما أسفر عن مقتل مواطنين أبرياء وإصابة المئات.  وقالت وزارة الصحة في غزة إن الحادث جزء من "الإبادة الجماعية لغزة" ودعت المجتمع الدولي إلى التدخل لفرض وقف إطلاق النار "باعتباره السبيل الوحيد لحماية المدنيين".  وفي أعقاب الحادث، وصفته حماس بأنه "مجزرة شنيعة تضاف إلى قائمة المجازر في الأراضي الفلسطينية التي ارتكبها الكيان الإسرائيلي ضد شعبنا الفلسطيني". 
دعا حسام زملط، السفير الفلسطيني لدى المملكة المتحدة، المحكمة الجنائية الدولية إلى التحرك، قائلًا إن "الصمت تواطؤ".  وانتقد مصطفى البرغوثي، الأمين العام للمبادرة الوطنية الفلسطينية، الحكومات الغربية بأنها "متواطئة في هذه الجرائم وتسمح بوقوعها".  ووصف رمزي خوري، رئيس اللجنة الرئاسية العليا لشؤون الكنائس في فلسطين، الهجوم بأنه "غير مسبوق في تاريخ جرائم الحرب". 

### إسرائيلية
أثنى وزير الأمن القومي الإسرائيلي إيتمار بن غفير على جيش الاحتلال الإسرائيلي قائلًا "يجب تقديم الدعم الكامل لمقاتلينا الأبطال العاملين في غزة، الذين تصرفوا بامتياز ضد حشد غزي حاول إيذائهم". وذكر كذلك أن الحادث كان "سببًا واضحًا آخر لوقف نقل هذه المساعدات".  وذكر إيلون ليفي، المتحدث الإسرائيلي من لندن، "قلبي مع المدنيين الذين دهسوا في تدافع". 

### دولية
- الاتحاد الأفريقي: أصدر الرئيس موسى فكي بيانًا قال فيه "إنه يدين بشدة هجومًا شنته قوات الاحتلال الإسرائيلي، أسفر عن مقتل وجرح أكثر من 100 فلسطيني كانوا يسعون للحصول على مساعدات إنسانية منقذة للحياة". [en 109]
- الاتحاد الأوروبي: صرح جوزيب بوريل، كبير دبلوماسيي الاتحاد الأوروبي، بأن حرمان إسرائيل الفلسطينيين من الغذاء يُعد انتهاكًا خطيرًا للقانون الدولي الإنساني، ووصف الحادث بأنه "مجزرة غير مقبولة على الإطلاق". [en 64][en 110] وذكرت أورسولا فون دير لاين، رئيسة المفوضية الأوروبية، أنها "منزعجة للغاية" ودعت إلى إجراء تحقيق كامل. [en 111]
- أستراليا: صرحت وزيرة الخارجية الأسترالية بيني وونغ: "أستراليا تشعر بالرعب إزاء كارثة اليوم في غزة والأزمة الإنسانية المستمرة التي أدت إليها. وتؤكد هذه الأحداث سبب مطالبة أستراليا منذ شهور بوقف فوري لإطلاق النار الإنساني في غزة". [en 112]
- ألمانيا: كتبت أنالينا بيربوك، وزيرة الخارجية الألمانية: "التقارير الواردة من غزة تصدمني. يجب على جيش الاحتلال الإسرائيلي أن يشرح بالكامل كيف يمكن أن يحدث الذعر الجماعي وإطلاق النار". [en 36]
- إسبانيا: كتب وزير الخارجية خوسيه مانويل ألباريس: "إن الطبيعة غير المقبولة لما حدث في غزة، مع مقتل عشرات المدنيين الفلسطينيين أثناء انتظارهم الطعام، تؤكد الحاجة الملحة إلى وقف إطلاق النار". [en 113]
- إيران: وصفت السلطات الهجوم بأنه "هجوم بربري من قِبَل الكيان الإسرائيلي". [en 114]

- إيطاليا: صرّح وزير الخارجية الإيطالي أنتونيو تاجاني: أن "الوفيات المأساوية في غزة تتطلب وقفًا فوريًا لإطلاق النار... نحث إسرائيل بشدة على حماية السكان في غزة والتحقق بدقة من الحقائق والمسؤوليات". [en 115] وأعربت رئيسة الوزراء جورجا ملوني عن "استياء وقلق عميقين". [en 103]
- الأردن: أصدرت وزارة الخارجية أيضًا بيانًا يدين الهجوم، قائلة: "ندين الاستهداف الوحشي من قِبَل قوات الاحتلال الإسرائيلي لتجمع الفلسطينيين الذين كانوا ينتظرون المساعدات على دوار النابلسي بالقرب من شارع الرشيد في غزة". [en 103]
- الإمارات العربية المتحدة: ذكرت وزارة الخارجية الإماراتية أنها "تدين بشدة استهداف قوات الاحتلال الإسرائيلي لتجمع آلاف السكان الفلسطينيين في قطاع غزة". [en 36]

- البرازيل: أدانت البرازيل عمليات القتل، معلنة أن عملية إسرائيل لا تبدو أن لديها "حدود أخلاقية أو قانونية". [en 114]
- البرتغال: صرّح وزير الخارجية البرتغالي جواو غوميز كرافينيو: "صُدمت بشدة بوفاة أكثر من 100 شخص في غزة أثناء انتظارهم الحصول على المساعدات... نكرر الدعوة إلى وقف فوري وعاجل لإطلاق النار [و] إلى الوصول الآمن إلى المساعدات الإنسانية، امتثالًا للإجراءات المؤقتة لمحكمة العدل الدولية". [en 116]
- الجزائر: اقترحت الجزائر مشروع قرار على مجلس الأمن التابع للأمم المتحدة لإصدار بيان يدين المجزرة، لكن الولايات المتحدة عرقلته. [en 117]
- السعودية: ذكرت المملكة العربية السعودية أنها ترفض انتهاكات القانون الإنساني من قِبَل أي طرف، وتحت أي ظرف من الظروف، ودعت المجتمع الدولي إلى الضغط على إسرائيل لفتح ممرات إنسانية آمنة لقطاع غزة. [en 103]
- الصين: قالت ماو نينغ، المتحدثة باسم وزارة الخارجية: "تحث الصين الأطراف المعنية، وخاصة إسرائيل، على وقف إطلاق النار وإنهاء القتال على الفور، وحماية سلامة المدنيين بجدية، وضمان إمكانية دخول المساعدات الإنسانية، وتجنب وقوع كارثة إنسانية أكثر خطورة". [en 103]
- الهند: ذكرت وزارة الشؤون الخارجية: "إن مثل هذا الخسائر في أرواح المدنيين والوضع الإنساني الأكبر في غزة لا يزال سببًا للقلق البالغ". [en 118]

- الولايات المتحدة: استخدمت الولايات المتحدة حق النقض في مجلس الأمن التابع للأمم المتحدة ضد بيان مجلس الأمن التابع للأمم المتحدة الذي كان سيدين إسرائيل بشأن حادث المساعدات الإنسانية في شارع الرشيد. [en 119] وأعربت وزارة الخارجية عن تعازيها للقتلى والجرحى، وقال المتحدث ماثيو ميلر إنهم على اتصال بالحكومة الإسرائيلية ويضغطون عليها للحصول على إجابات. [en 60] وقال الرئيس جو بايدن للصحفيين إن إدارته تتحقق من روايتين متنافستين للحادث، وأضاف أن الحدث سيعقد محادثات وقف إطلاق النار. [en 120] كما انتقدت نائبة الرئيس كامالا هاريس بشدة إسرائيل بسبب الأزمة الناجمة عن هذا الحادث وغيره من الإجراءات التي اتخذتها الحكومة الإسرائيلية، قائلة: "لقد رأينا أشخاصًا جائعين ويائسين يقتربون من شاحنات المساعدات لمجرد محاولة تأمين الطعام لعائلاتهم... وقوبلوا بإطلاق النار والفوضى". [en 121] وفي 1 مارس، ذكر بايدن أن الولايات المتحدة ستبدأ في توصيل المساعدات المدنية إلى غزة عن طريق الإنزال الجوي. [en 122]
- اليمن: ذكرت اليمن أن عمليات القتل ترقى إلى "جرائم حرب والعقاب الجماعي للأبرياء". [en 103]
- بلجيكا: قالت نائبة رئيس الوزراء البلجيكي بيترا دي سوتر إنها شعرت بالرعب من خبر المذبحة. [en 103]

- تركيا: وصفت وزارة الشؤون الخارجية الهجوم بأنه جريمة ضد الإنسانية و"دليل على نية إسرائيل تدمير الشعب الفلسطيني بأكمله". [en 123]
- جامعة الدول العربية: أدان الأمين العام لجامعة الدول العربية، أحمد أبو الغيط، المجزرة التي ارتكبها جيش الاحتلال الإسرائيلي. [en 124]
- جنوب إفريقيا: ذكرت وزارة العلاقات الدولية والتعاون: "تدين جنوب إفريقيا مذبحة 112 فلسطينيًا وإصابة المئات بجروح بينما كانوا يسعون للحصول على مساعدات منقذة للحياة. هذه الفظاعة الأخيرة هي خرق آخر للقانون الدولي وانتهاك للأوامر الاحترازية الملزمة لمحكمة العدل الدولية". [en 125]

- سلطنة عمان: وصفت وزارة الخارجية الهجوم بأنه انتهاك للقانون الدولي و"استمرار لسياسة الإبادة". [en 126]
- فرنسا: ذكرت فرنسا أن إطلاق الجنود الإسرائيليين النار على المدنيين الذين يحاولون الوصول إلى الطعام أمر غير مبرر. [en 127] وذكر الرئيس الفرنسي إيمانويل ماكرون: "استياء عميق من الصور القادمة من غزة حيث استهدف الجنود الإسرائيليون المدنيين". [en 36]
- قطر: أصدرت وزارة الخارجية بيانًا قالت فيه: "تدين قطر بأشد العبارات المجزرة الشنيعة التي ارتكبها الاحتلال الإسرائيلي بحق المدنيين العزل الذين كانوا ينتظرون وصول المساعدات الإنسانية إلى غزة". [en 128]

- كندا: وصفت وزيرة الخارجية الكندية ميلاني جولي الحادث بأنه "كابوس" ودعت إلى إنهاء القتال. [en 129]
- كولومبيا: أعلن الرئيس الكولومبي غوستافو بيترو أن البلاد ستتوقف عن استيراد الأسلحة الإسرائيلية بعد الحادث، [en 130] كما أصدر بيانًا قال فيه: "أثناء طلب الطعام، قُتل أكثر من 100 فلسطيني على يد نتنياهو. هذا يُسمى إبادة جماعية ويستذكر المحرقة النازية. يجب على العالم أن يوقف نتنياهو". [en 114]
- لبنان: ذكرت وزارة الخارجية والمغتربين أن الحادث يندرج "في إطار سياسة تجويع قطاع غزة والإبادة الجماعية ضد الفلسطينيين، الأمر الذي يدفعهم إلى اليأس ويصب الزيت على النار". [en 114]

- ماليزيا: ذكرت وزارة الخارجية أن "العمل الجبان الذي قامت به إسرائيل باستهداف الفلسطينيين، بمن فيهم النساء والأطفال، ليس فقط غير قانوني بموجب القانون الدولي، ولكنه أيضًا انتهاك صارخ للإجراءات المؤقتة التي أصدرتها محكمة العدل الدولية". [en 131]
- مصر: أدانت مصر استهداف قوات الاحتلال الإسرائيلي الفلسطينيين الذين كانوا ينتظرون المساعدات. [en 103]

### منظمات الإغاثة
أدان الأمين العام للأمم المتحدة أنطونيو غوتيريش الحادث، وقال إن المواطنين اليائسين في غزة بحاجة إلى مساعدة عاجلة، بمن فيهم أولئك الموجودون في الشمال حيث لم تتمكن الأمم المتحدة من تقديم المساعدة منذ أكثر من أسبوع.  وأصدرت منظمة أطباء بلا حدود بيانًا: "نحن نعتبر إسرائيل مسؤولة عن حالة الحرمان واليأس الشديدين السائدين في غزة - وخاصة في الشمال - والتي أدت إلى الأحداث المأساوية التي وقعت اليوم".  انتقدت منظمة ميرسي كور "الرفض المتعمد للوصول الإنساني إلى مدينة غزة" وأعربت عن "الرعب إزاء الخسائر غير الضرورية في الأرواح في غزة حيث ورد أن ما لا يقل عن مئة شخص قتلوا وأصيب العديد في توزيع للمواد الغذائية في مدينة غزة".  وذكرت باولا غافيريا بيتانكور، المقررة الخاصة للأمم المتحدة المعنية بحقوق المشردين، "أشعر بالرعب من الانحطاط في قتل المدنيين وهم في أشد حالات ضعفهم ويسعون للحصول على المساعدة الأساسية. هذه تشكل جرائم فظيعة من أعلى المستويات". 
صرحت كاثرين إم. راسيل، المديرة التنفيذية لمنظمة اليونيسف، أنها "مذعورة" ودعت إلى "الوصول الآمن إلى المساعدات الإنسانية".  وفي بيان، دعت منظمة ريفيوجيز إنترناشيونال إلى إجراء تحقيق مستقل وذكرت "لا يوجد ما يبرر قتل المدنيين اليائسين لتلقي الإغاثة المنقذة لحياة عائلاتهم".  وذكر مارتن غريفيثس، منسق المساعدات الإنسانية التابع للأمم المتحدة، أنه شعر بالصدمة من الهجوم، قائلاً: "الحياة تتسرب من غزة بسرعة مروعة".  وذكر ممثل عن جمعية الإغاثة الطبية الفلسطينية: "هذا الوضع يحدث كل يوم، وهذه ليست المرة الأولى".  وذكر دينيس فرانسيس، رئيس الجمعية العامة للأمم المتحدة، أنه "صُدم وشعر بالرعب إزاء التقارير عن مقتل وإصابة المئات من الأشخاص أثناء توزيع الإمدادات الغذائية".  وفي بيان، وصفت مجموعة من المقررين الخاصين للأمم المتحدة الهجوم بأنه مذبحة وذكروا "يجب على إسرائيل أن تنهي حملتها لتجويع المدنيين واستهدافهم".  وذكرت هيومن رايتس ووتش أن الهجوم جزء من "نمط مستمر منذ عقود" لاستخدام إسرائيل "القوة المفرطة وغير القانونية ضد الفلسطينيين". 

## الهجمات اللاحقة
في 3 مارس 2024، وردت أنباء عن مقتل ما لا يقل عن 9 أشخاص في هجوم إسرائيلي على شاحنة مساعدات في دير البلح. وفي اليوم نفسه، أفادت الأنباء عن وقوع "عشرات الإصابات" في هجوم آخر على مساعدات غذائية في دوار الكويت جنوب غزة.  وفي 14 مارس 2024، أطلقت قوات الاحتلال الإسرائيلي النار على فلسطينيين كانوا يتلقون مساعدات في دوار الكويت، مما أسفر عن مقتل 21 شخصًا وإصابة أكثر من 150 آخرين.  وفي 23 مارس 2024 أطلقت قوات الاحتلال الإسرائيلي مرة أخرى النار على فلسطينيين كانوا ينتظرون المساعدات في دوار الكويت، مما أسفر عن مقتل 19 شخصًا وإصابة 23 آخرين في ما وصفه المكتب الإعلامي في غزة بأنه "مجزرة".  وفي 18 يونيو 2024، قُتل فلسطينيان بعد أن قصفت قوات الاحتلال الإسرائيلي شارع الرشيد في وسط غزة. 